# Martin Daly

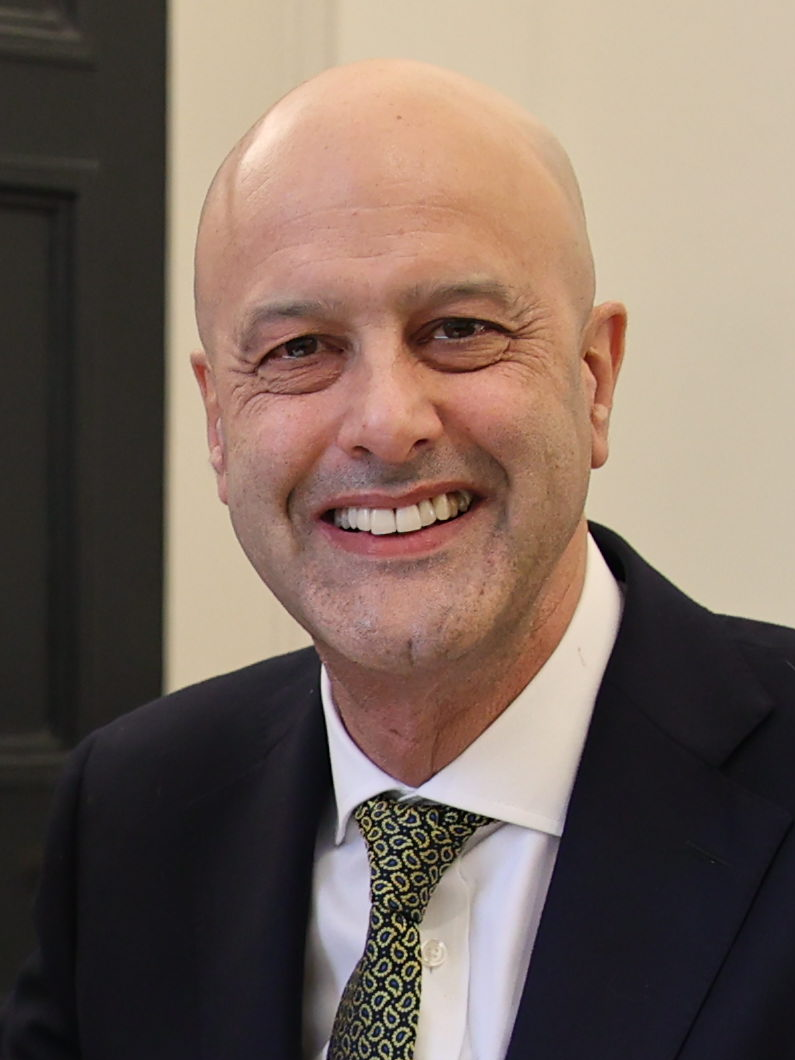
Martin Daly (2024)

Martin Daly (* 1964 in Irland) ist ein irischer Arzt und Politiker der Fianna Fáil (FF).

## Leben
Martin Daly ist der Sohn einer indischen Mutter und eines irischen Vaters, die sich beim Medizinstudium in Dublin kennenlernten. Er selbst ist Allgemeinmediziner und hat(te) eine Hausarztpraxis in Ballygar. 
2016 versuchte er erfolglos, in den Seanad Éireann gewählt zu werden. Bei den Wahlen zum Dáil Éireann 2024 errang er einen Sitz für den Wahlkreis Roscommon–Galway und zog als Teachta Dála in den Dáil Éireann ein.

## Privates
Martin Daly ist verheiratet und hat vier Kinder. 